# Юхан Франзен
Юхан Франзен (швед. Johan Franzén, нар. 23 грудня 1979, Ветланда) — шведський хокеїст, крайній нападник. Гравець збірної команди Швеції.
Володар Кубка Стенлі. 

## Ігрова кар'єра
Хокейну кар'єру розпочав 1999 року виступами за клуб «Транос» з третього дивізіону. з 2000 по 2005, виступав у складі команди «Лінчепінг».
2004 року був обраний на драфті НХЛ під 97-м загальним номером командою «Детройт Ред-Вінгс». 
У складі «Детройт Ред-Вінгс» дебютував у сезоні 2005/06. Капітан «червоних крил» Стів Айзерман дав йому прізвисько «Мул».
У серпні 2006 Франзен укладає трирічний контракт з «Ред-Вінгс» на суму $2.825 мільйонів доларів.
У півфіналі плей-оф Кубка Стенлі 2008 Франзен оформив свій перший хет-трик у матчі проти «Колорадо Аваланч». До слова це був перший хет-трик клубу з 2002 року, останній на рахунку Даррена Маккарті, який той оформив 18 травня 2002 року також у матчі проти «лавин». 1 травня 2008, Юхан оформив ще один хет-трик, закинувши загалом у чотирьох іграх серії проти «Аваланч» дев'ять шайб і перевершивши рекорд Горді Гоу з восьми шайб у серії плей-оф, який той встановив ще в серії 1949 року. Загалом у серії 2008 року Юхан разом з партнером по команді Генріком Зеттербергом відзначились по тринадцять разів, перевершивши рекорд із 10 закинутих шайб Петра Кліма, Сергія Федорова та Бретта Галла. Того сезону «Детройт Ред-Вінгс» водинадцяте здобув Кубок Стенлі.

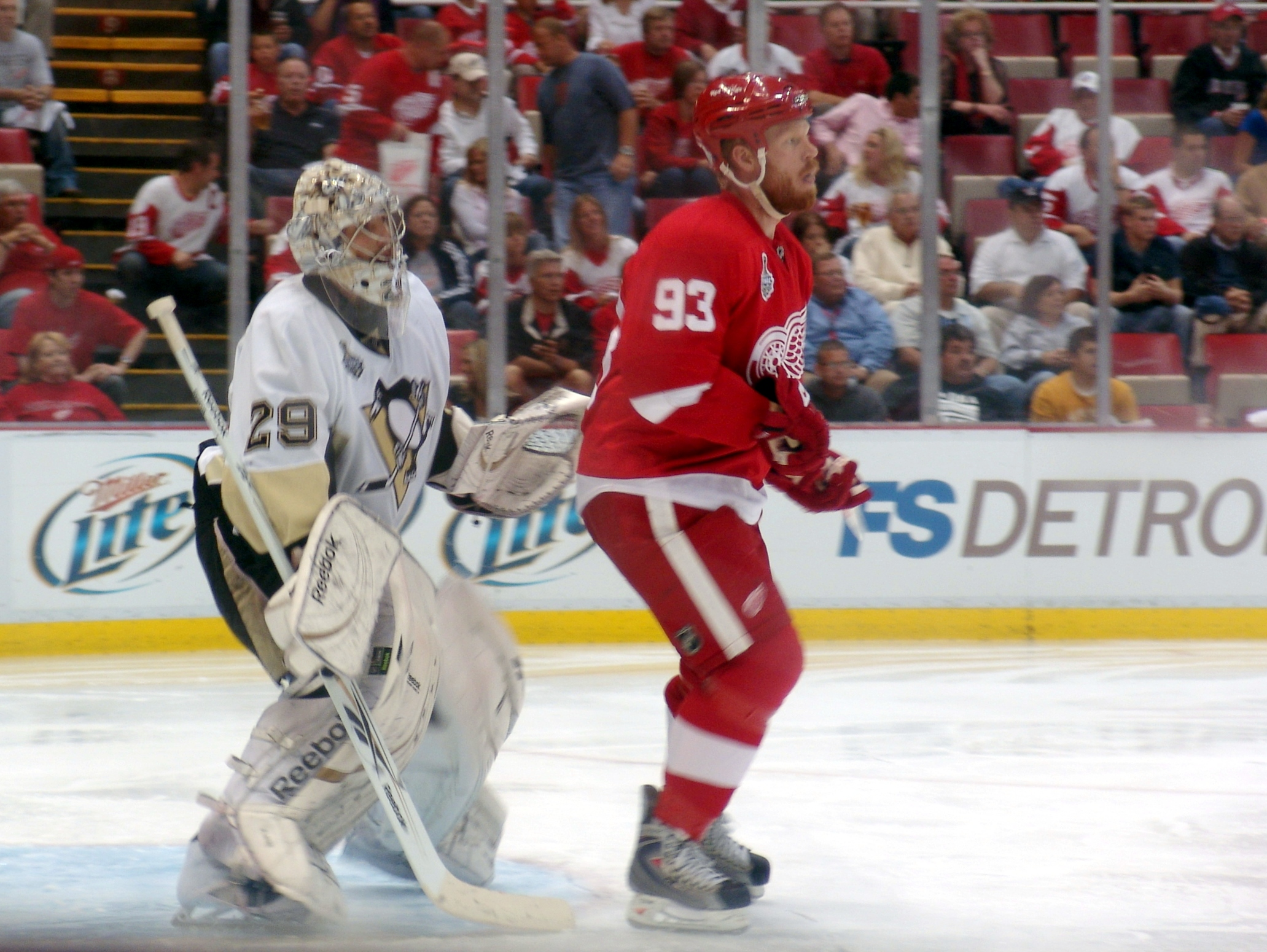
Франзен проти Марк-Андре Флері в п'ятому матчі фіналу Кубка Стенлі 2009 року.

11 квітня 2009 Юхан підписав одинадцятирічний контракт з «Ред-Вінгс» на суму $43,5 мільйонів доларів.
8 жовтня 2009, Франзен зазнав травми розірвання передньої хрестоподібної зв'язки, через що був змушений пропустити 55 ігор.
6 травня 2010, Юхан забив найшвидший хет-трик в історії НХЛ. Йому знадобилось лише 3:26 ігрового часу першого періоду в матчі плей-оф проти «Сан-Хосе Шаркс».
2 лютого 2011, Франзен закунив п'ять шайб в одному матчі та став лише другим гравцем за 14 років після Маріана Габорика, що відзначились п'ять разів в одному матчі. Юхан двічі відзначився в рівних складах, ще двічі в більшості, а п'яту шайбу закинув в порожні ворота, «Детройт» здобув перемогу 7-5 над «Оттава Сенаторс». Також він став третім гравцем «червоних крил», якому вдалось це зробити, до нього Сергій Федоров відзначився п'ять разів 26 грудня 1996 в матчі проти «Вашингтон Кепіталс» та Сід Хоу шість разів 3 лютого 1944 в матчі проти «Нью-Йорк Рейнджерс».

## Збірна
У складі національної збірної Швеції брав участь у трьох чемпіонатах світу 2005, 2006 і 2012 та Олімпійських іграх 2010. 

## Рекорди
НХЛ
- Найбільша кількість шайб у чотирьох матчах серії плей-оф (9).

«Детройт Ред-Вінгс»
- Найбільша кількість шайб за березень місяць 2008 року (6).
- Найбільша кількість шайб у окремій серії плей-оф (9).
- Найбільша кількість шайб у матчах зіграних поспіль у плей-оф (12, разом з Горді Гоу)
- Найбільша кількість шайб у серії плей-оф (13, разом з Генріком Зеттербергом).
- Найбільша кількість очок у матчі серії плей-оф (6, 6 травня 2010 року, проти «Сан-Хосе Шаркс»).

## Нагороди та досягнення
- Володар Кубка Стенлі в складі «Детройт Ред-Вінгс» — 2008.

## Статистика

### Клубні виступи
| Сезон              | Клуб                | Ліга               | Регулярний сезон | Регулярний сезон | Регулярний сезон | Регулярний сезон | Регулярний сезон | Плей-оф | Плей-оф | Плей-оф | Плей-оф | Плей-оф |
| Сезон              | Клуб                | Ліга               | І                | Г                | П                | О                | ШХ               | І       | Г       | П       | О       | ШХ      |
| ------------------ | ------------------- | ------------------ | ---------------- | ---------------- | ---------------- | ---------------- | ---------------- | ------- | ------- | ------- | ------- | ------- |
| 1999–00            | «Транос»            | Швеція-3           | 14               | 2                | 9                | 11               | 6                | —       | —       | —       | —       | —       |
| 2000–01            | «Лінчепінг»         | Супераллсвенскан   | 41               | 12               | 20               | 32               | 26               | 10      | 3       | 3       | 6       | 0       |
| 2001–02            | «Лінчепінг»         | Елітсерія          | 36               | 2                | 6                | 8                | 64               | —       | —       | —       | —       | —       |
| 2002–03            | «Лінчепінг»         | Елітсерія          | 37               | 2                | 4                | 6                | 14               | —       | —       | —       | —       | —       |
| 2002–03            | «Лінчепінг»         | Супераллсвенскан   | —                | —                | —                | —                | —                | 10      | 1       | 4       | 5       | 4       |
| 2003–04            | «Лінчепінг»         | Елітсерія          | 49               | 12               | 18               | 30               | 26               | 5       | 0       | 1       | 1       | 8       |
| 2004–05            | «Лінчепінг»         | Елітсерія          | 43               | 7                | 7                | 14               | 45               | 6       | 2       | 0       | 2       | 16      |
| 2005–06            | «Детройт Ред-Вінгс» | НХЛ                | 80               | 12               | 4                | 16               | 36               | 6       | 1       | 2       | 3       | 4       |
| 2006–07            | «Детройт Ред-Вінгс» | НХЛ                | 69               | 10               | 20               | 30               | 37               | 18      | 3       | 4       | 7       | 10      |
| 2007–08            | «Детройт Ред-Вінгс» | НХЛ                | 72               | 27               | 11               | 38               | 51               | 16      | 13      | 5       | 18      | 14      |
| 2008–09            | «Детройт Ред-Вінгс» | НХЛ                | 71               | 34               | 25               | 59               | 44               | 23      | 12      | 11      | 23      | 12      |
| 2009–10            | «Детройт Ред-Вінгс» | НХЛ                | 27               | 10               | 11               | 21               | 22               | 12      | 6       | 12      | 18      | 16      |
| 2010–11            | «Детройт Ред-Вінгс» | НХЛ                | 76               | 28               | 27               | 55               | 58               | 8       | 2       | 1       | 3       | 6       |
| 2011–12            | «Детройт Ред-Вінгс» | НХЛ                | 77               | 29               | 27               | 56               | 40               | 5       | 1       | 0       | 1       | 8       |
| 2012–13            | «Детройт Ред-Вінгс» | НХЛ                | 41               | 14               | 17               | 31               | 41               | 14      | 4       | 2       | 6       | 8       |
| 2013–14            | «Детройт Ред-Вінгс» | НХЛ                | 54               | 16               | 25               | 41               | 40               | 5       | 0       | 2       | 2       | 2       |
| 2014–15            | «Детройт Ред-Вінгс» | НХЛ                | 33               | 7                | 15               | 22               | 30               | —       | —       | —       | —       | —       |
| 2015–16            | «Детройт Ред-Вінгс» | НХЛ                | 2                | 0                | 1                | 1                | 2                | —       | —       | —       | —       | —       |
| Усього в НХЛ       | Усього в НХЛ        | Усього в НХЛ       | 602              | 187              | 183              | 370              | 401              | 107     | 42      | 39      | 81      | 80      |
| Усього в Елітсерії | Усього в Елітсерії  | Усього в Елітсерії | 165              | 23               | 35               | 58               | 149              | 11      | 2       | 1       | 3       | 24      |

### Збірна
| Рік                | Команда            | Турнір             | Місце              | І  | Г | П | О  | ШХ |
| ------------------ | ------------------ | ------------------ | ------------------ | -- | - | - | -- | -- |
| 2005               | Швеція             | ЧС                 | 4-е                | 5  | 1 | 0 | 1  | 0  |
| 2006               | Швеція             | ЧС                 | 1                  | 8  | 0 | 3 | 3  | 12 |
| 2010               | Швеція             | ОІ                 | 5-е                | 4  | 1 | 1 | 2  | 2  |
| 2012               | Швеція             | ЧС                 | 6-е                | 7  | 4 | 5 | 9  | 8  |
| Національна збірна | Національна збірна | Національна збірна | Національна збірна | 24 | 6 | 9 | 15 | 22 |